# Fida M. Kamal
Fida M. Kamal est un avocat bangladais et ancien procureur général du Bangladesh de janvier 2007 à juillet 2008.

## Études
En 1969 il a obtenu un baccalauréat universitaire en lettres en histoire générale à l'université de Dacca puis, en 1970 une maîtrise en histoire générale de l'université du Punjab, au Pakistan. En 1978, il obtient un barrister de l'Honorable société de l'Inner Temple de Londres, au Royaume-Uni.

## Carrière
Kamal est un ancien procureur général supplémentaire. Il a été procureur général du Bangladesh de janvier 2007 à juillet 2008. Il a démissionné en raison de divergences avec le gouvernement intérimaire du Bangladesh, soutenu par l'armée. Il a été nommé à son poste, le 5 février 2007, peu après l'arrivée au pouvoir du gouvernement intérimaire qui a imposé l'état d'urgence en janvier 2007.

## Démission
Le procureur général Fida M Kamal a démissionné de son poste le 17 juillet 2008 à la suite d'une série de désaccords avec le gouvernement sur un certain nombre de questions. Il a invoqué des raisons personnelles pour justifier sa démission, mais un certain nombre de sources gouvernementales ont confirmé que Fida avait eu des problèmes, dont plusieurs graves, avec le gouvernement au cours des derniers mois. Le plus récent d'entre eux est le manque d'efforts du bureau du procureur général dans une affaire concernant l'ordonnance modificative de 2008 sur le mariage et le divorce (enregistrement) des musulmans, que la Haute Cour a déclarée illégale et nulle. Fida a eu des désaccords avec le gouvernement sur de nombreuses autres questions, notamment sur plusieurs tournées à l'étranger et sur son rôle dans différentes affaires.  

## Vie privée
Kamal est membre à vie du Croissant rouge bangladais et ancien président du Rotary Club de Dacca. Il est l'auteur d'un ouvrage intitulé « Legal options for the indigenization of foreign NGO projects » en français : « Options juridiques pour l'indigénisation des projets des ONG étrangères » dans lequel il déclare que, malgré la présence massive d'organisations non-gouvernementales au Bangladesh, celle-ci n'ont aucun statut légal à aucun niveau du gouvernement bangladais.